# Suggestió
Suggestió és la denominació donada al procés psicològic mitjançant el qual persones, mitjans de comunicació, llibres, i tota classe d'ens que manipulin conceptes i siguin capaços d'emetre informació poden guiar, o dirigir, els pensaments, emocions, sentiments o comportaments i estats físics d'altres persones. Per als investigadors de psicologia del segle xix tals com William James els termes suggerir i suggestió s'usaven en un sentit molt restringit i relacionat, i sempre dins d'un discurs comú. Es deia una idea per suggerir una altra i es parlava de suggestió quan això implicava l'arribada d'una altra idea a la ment.
Alguns estudis científics més recents, sobre la hipnosis, tals com els de Clark Leonard Hull, van permetre ampliar el significat d'aquests termes en un sentit especial i tècnic (Hull, 1933). La teoria neuro-psicològica original sobre la suggestió hipnòtica es basava en la resposta reflexa ideo motora de William Benjamin Carpenter i James Braid

## Hipnosis
Els moderns estudis sobre hipnosis, que han seguit el patró dels treballs de Hull, separen dos factors essencials: tràngol i suggestió. L'estat de la ment induït pel tràngol es diu que ve a través de la via del procés d'inducció hipnòtica; essencialment, instruccions i suggestions que un individu induirà en estat d'hipnosi a un altre. Una vegada que un subjecte ha aconseguit l'estat d'hipnosi es poden comprovar les suggestions que produeixen els efectes buscats per l'hipnotitzador.
Usualment s'usen les suggestions com a mesura de "suggestionabilitat" o "susceptibilitat" (o per a aquells amb una orientació teòrica diferent, "talent hipnòtic") incloent suggestions tals com que el braç d'algú començarà a sentir-se més lleuger i surant sobre l'aire, o la suggestió que l'aire està bufant al voltant del cap d'aquesta persona. La resposta clàssica a una suggestió acceptada, com la que un braç està començant a surar en l'aire, és que el subjecte percep l'efecte previst com si ocorregués involuntàriament.

## Despertar de la suggestió
Les suggestions, poden tenir fins i tot el seu efecte en absència d'estat hipnòtic. El tan anomenat "despertar de les suggestions" es dona exactament de la mateixa manera que les "suggestions hipnòtiques" (per exemple, les suggestions que tenen lloc sense hipnosis) i poden produir forts canvis en l'experiència perceptiva. Els experiments de suggestió, en absència d'hipnosi, van ser iniciats a mitjan segle xx per investigadors com Hull (1933). Més recentment, investigadors tals com Nicholas Spanos i Irving Kirsh han dirigit recerques experimentals tals com la suggestionabilitat no hipnòtica i han trobat una intensa correlació entre les respostes de les persones a la suggestió en tots dos estats, hipnòtics i no hipnòtics. A més, una vegada en un estat hipnòtic completament relaxat, però sense aconseguir la fase del somni profund, van poder comprovar que tot el que anava al voltant d'ells tendien a ser més obedients.

## Altres formes
A més de les classes de suggestions normalment dutes a terme per investigadors interessats en la hipnosis hi ha altres formes de suggestionabilitat, no pensades per ser considerades interrelacionades. Aquestes inclouen: suggestionabilitat primària i secundària (termes antics per suggestionabilitat no hipnòtica i hipnòtica, respectivament), suggestionabilitat hipnòtica (per exemple, la resposta a la suggestió mesurada dins de la hipnosis), i suggestionabilitat interrogativa (produïda per qüestions interrogatives i respostes canviants quan s'aplica una forta pressió interrogativa).